# Nordlig grå kuskus
Nordlig grå kuskus (Phalanger orientalis) är en pungdjursart som först beskrevs av Peter Simon Pallas 1766. Phalanger orientalis ingår i släktet kuskusar och familjen klätterpungdjur.

## Utseende
Arterna inom släktet Phalanger är 32,5 till 60 cm långa (huvud och bål). Därtill kommer gripsvansen som hos nordlig grå kuskus är 28 till 42 cm. Vikten varierar mellan 1,0 och 5,0 kg men de flesta hanar är omkring 2,1 kg tunga och honor är allmänt lite lättare. Svansen är hos honor vid spetsen vit och hos hanar helt vit. Båda kön har en tjock och ullig päls. Den är hos hanar oftast mörkgrå och hos honor gråbrun till rödbrun. Undersidan är täckt av vitaktig päls. De flesta individer har en mörk längsgående strimma på ryggens topp. Artens nos är jämförd med fläckkuskus (Spilocuscus maculatus) som lever i samma region lite längre. Vid bakfötterna är stortån och andra tån motsättlig. Nordlig grå kuskus har långa böjda klor.

## Utbredning och habitat
Pungdjuret förekommer på norra Nya Guinea samt på flera mindre öar i regionen. På dessa öar blev arten huvudsakligen införd av människan. Habitatet utgörs av olika slags skogar samt av trädodlingar och trädgårdar.

## Ekologi
Nordlig grå kuskus är främst nattaktiv och den klättrar huvudsakligen i träd eller i skogens undervegetation. På dagen vilar den i trädens håligheter. Arten rör sig oftast långsam men vid behov kan den klättra fort och den har förmåga att hoppa från gren till gren. Detta pungdjur äter olika växtdelar som blad, blommor, frukter, frön och unga växtskott.
När honan inte är brunstig lever varje individ ensam. Arten godkänner ingen fläckkuskus i sitt revir. Vanligen har honor bara en kull per år med en till tre ungar, oftast tvillingar. Dräktigheten varar bara 13 dagar och sedan fortsätter ungarna sin utveckling i moderns pung (marsupium). Däremot överlever sällan båda ungar tiden tills honan slutar med digivning.

## Status
Pungdjuret jagas av Nya Guineas ursprungsbefolkning för köttets skull och ibland fångas individer för att hålla de som sällskapsdjur. Beståndet anses däremot vara stabilt. IUCN kategoriserar arten globalt som livskraftig.

## Underarter
Arten delas in i följande underarter:
- P. o. breviceps
- P. o. orientalis